# ANDES Airlines
Pour les articles homonymes, voir Andes (homonymie).

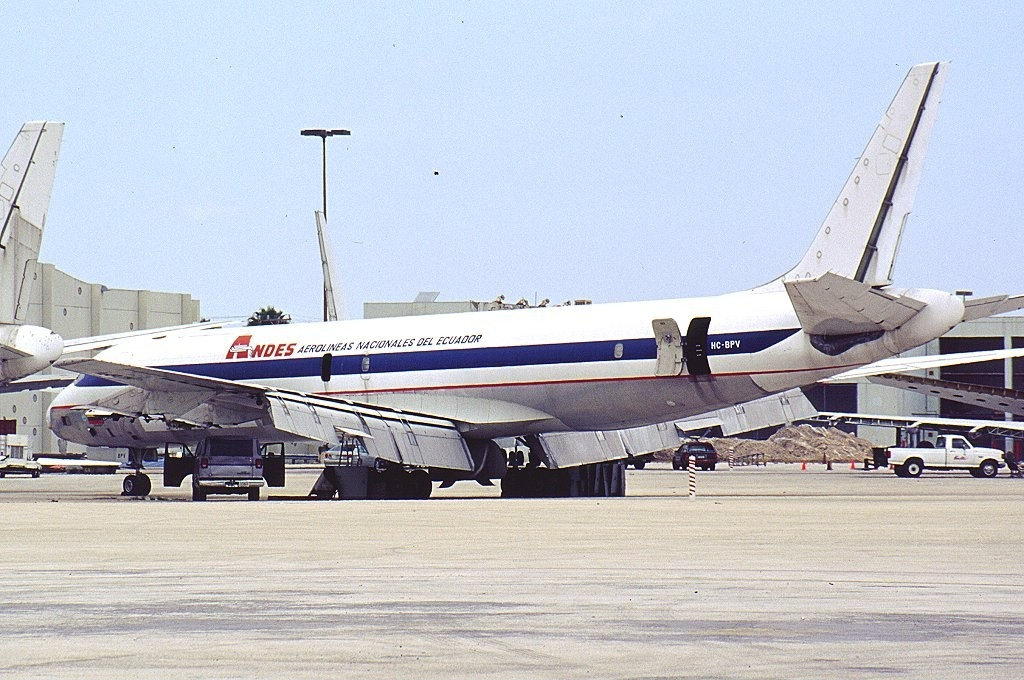
DC-8 d'Aerolineas Nacionales del Ecuador en 2001

Aerolineas Nacionales del Ecuador (en abrégé ANDES Airlines), est une compagnie aérienne formée en 1961 par le Capt. Alfredo Franco à Guayaquil. 
En octobre 1966 a débuté l'exploitation de vols cargo depuis Guayaquil et Quito vers Panama et Miami.
En 1983 ANDES employait 104 personnes et exploitait un Douglas DC-8-50F, un DC-8-30F, deux Canadair CL-44 et deux Douglas DC-6A.